# جک گرگوری (بازیکن فوتبال، زاده ۱۹۲۶)
جک گرگوری (انگلیسی: Jack Gregory; ۲۴ سپتامبر ۱۹۲۶ – ۱۰ اکتبر ۱۹۹۵) بازیکن فوتبال اهل بریتانیا بود.
از باشگاه‌هایی که در آن بازی کرده‌است می‌توان به باشگاه فوتبال وستهام یونایتد اشاره کرد.